# Kaninchenproduktion

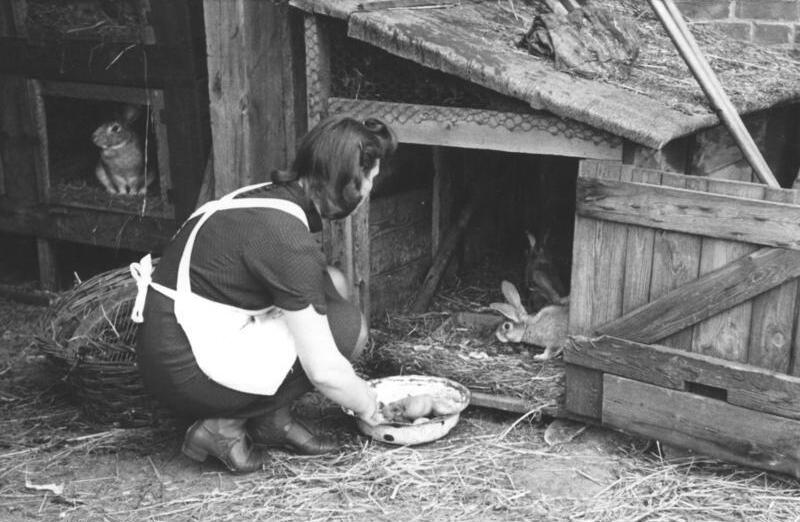
Kaninchenhaltung in Deutschland Ende 1940er Jahre

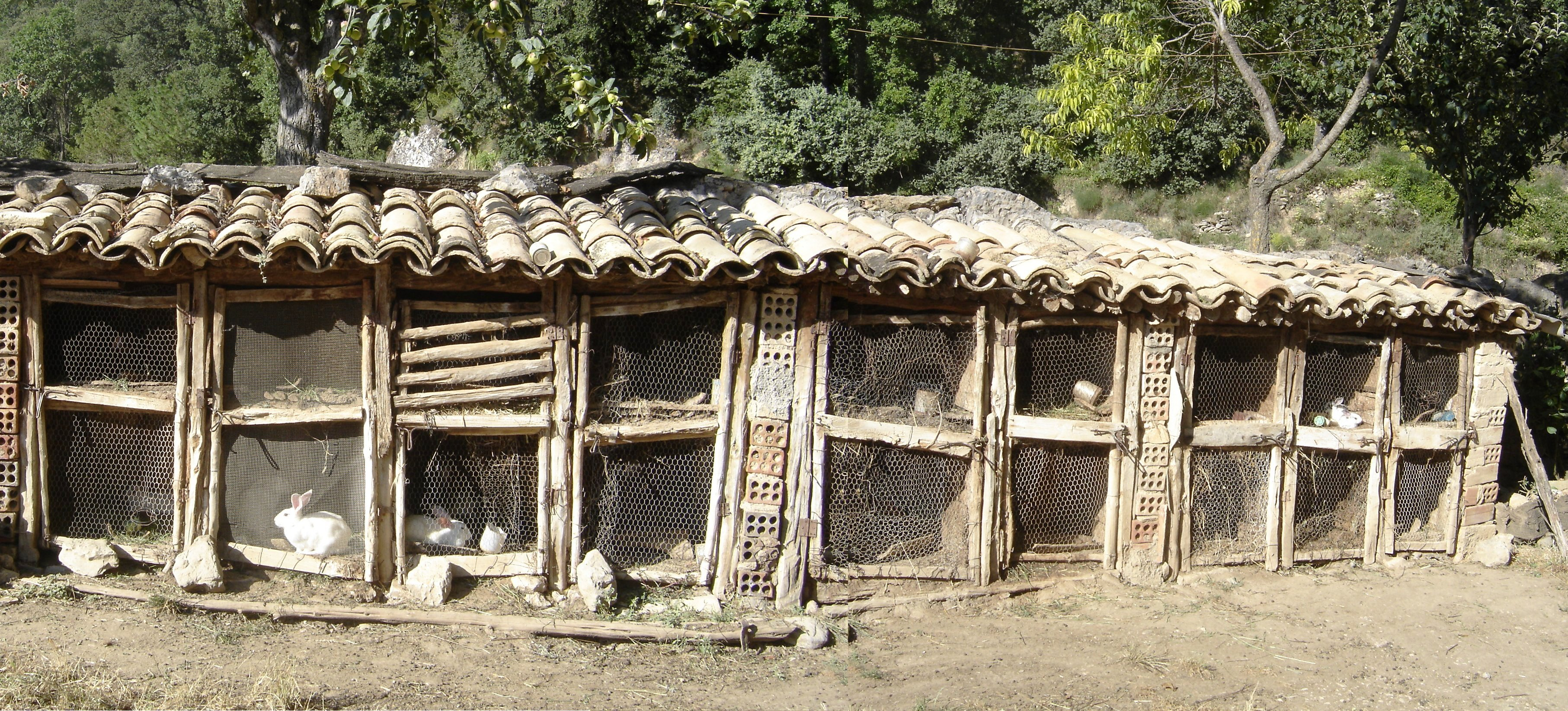
Bäuerliche Kaninchenhaltung in Spanien

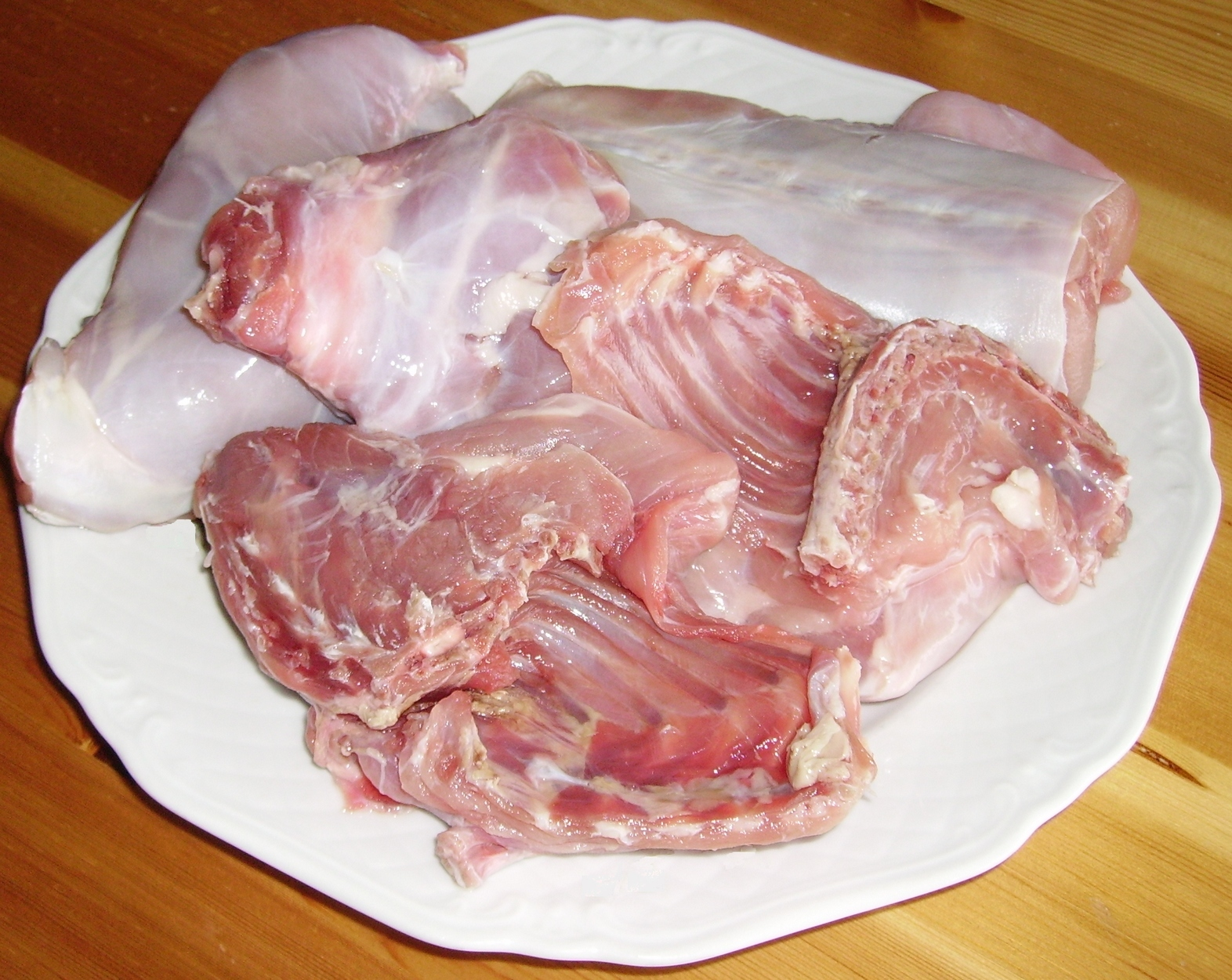
Kaninchenfleisch

Die Kaninchenproduktion umfasst die Systeme der Produktion von Erzeugnissen von Kaninchen. Das Haupterzeugnis ist Kaninchenfleisch. Außerdem dienen die Tiere als Lieferanten von Pelz und Angorawolle. In der kommerziellen Haltung werden Hybriden und keine Rassekaninchen eingesetzt. Nach Schätzungen der FAO mästeten deutsche Erzeuger 2011 etwa 14 Millionen Kaninchen. Seit der Mitte der 1980er Jahre entwickelte sich die Nutzung von Kaninchen zu kommerziellen Zwecken rasant: Inzwischen werden Kaninchen auch intensiv in Käfigen gehalten.
Das Statistische Bundesamt erfasst keine Daten zur Kaninchenproduktion in Deutschland. Die Organisation Vier Pfoten gibt an, dass nach Schätzungen von Fachleuten etwa 41.000 Tonnen Kaninchenfleisch verzehrt und etwa 30 Millionen Mastkaninchen geschlachtet werden. 60 Prozent der verzehrten Menge werden von Hobbyhaltern und   Rassekaninchenzüchtern produziert, 20 Prozent werden von Mästern produziert, und 20 Prozent werden (aus Frankreich, Ungarn, den Niederlanden, Polen, Italien und China) importiert.

## Tierschutz
Gesetzliche Mindestanforderungen speziell an die Haltung von Kaninchen werden erstmals ab dem 11. August 2014 in der Tierschutz-Nutztierhaltungsverordnung in Deutschland eingeführt. Die Haltung von Kaninchen in einfachen Drahtkäfigen (Flatdecks) war bis dahin auch in Deutschland erlaubt, seitdem müssen Käfige für Mastkaninchen mindestens eine Auftrittsbreite von 8 mm haben und dürfen höchstens Spalten- oder Lochweite von 11 mm aufweisen.
Die Europäischen Behörde für Lebensmittelsicherheit schlägt vor, die herkömmlichen Käfige zu vergrößern und strukturell zu verbessern, um das Wohlergehen der Kaninchen zu fördern.